# II. Lothár itáliai király
II. Lothár (926 – 950. november 22., Torino) itáliai király 948-tól haláláig.
Édesapjával, Hugóval közösen uralkodott 931-től. Amikor apja a hatalmas Ivreai Berengár őrgróf zaklatásai elől Provence-ba menekült, Lothár Itáliában maradt. II. Burgundiai Rudolf leányát, a 16 éves Adelaidet abban a reményben vette feleségül, hogy megerősítheti egyelőre csak névleges pozícióját; a tényleges hatalmat ugyanis Berengár gyakorolta Itáliában. Főleg a szép és szeretetreméltó Adelaidenek köszönhetően sok támogatót szerzett magának, ám 950-ben hirtelen meghalt. Feltehetően Berengár mérgeztette meg.